# Mordida aberta

Mordida aberta (relação oclusal aberta) ocorre quando há ausência localizada de oclusão em determinado segmento do arco dentário, estando os demais dentes ocluídos. Apresenta-se, quase sempre, na região anterior, embora possa também ocorrer na região posterior.